# La Belle Dame sans Merci
«La Belle Dame sans Merci» [ля бель дам сан мерси́] (фр. «Безжалостная красавица») — баллада английского поэта-романтика Джона Китса. Известна в двух редакциях, незначительно различающихся между собой. В первоначальном виде была написана Китсом 21 апреля 1819 года. Впервые опубликована в журнале «The Indicator» 10 мая 1820 года. В качестве названия Китс использовал название поэмы французского средневекового поэта Алена Шартье (1424). Источниками для Китса послужили немецкая легенда о Тангейзере, поэма Спенсера «Королева фей» и «Анатомия Меланхолии» Роберта Бёртона (описание рыцаря, страдавшего от меланхолии).

## Сюжет
В балладе Китса описывается встреча безымянного рыцаря и загадочной феи. Одинокий рыцарь бродит по бесплодной пустыне, измождённый (haggard) и печальный (woe-begone). Автор обращается к нему, и рыцарь рассказывает свою историю. Однажды он встретил прекрасную девушку с «дикими глазами». Рыцарь усадил её рядом с собой на коня, и она увезла его в грот эльфов. В гроте девушка горько рыдала, и рыцарь целовал её дикие глаза. Заснув, рыцарь увидел «бледных королей и принцев», которые предостерегали его, крича, что его захватила в плен La Belle Dame sans Merci. Он проснулся «в краю холодных холмов» и с тех пор, такой же бледный, бесцельно бродит, где «трава увяла и не слышно пения птиц».

## Значение поэмы
Несмотря на то, что баллада «La Belle Dame Sans Merci» короткая (всего 12 строф по 4 строки в каждой, написанных по схеме ABCB), она полна загадок. Рыцарь, описанный Китсом, ассоциируется со смертью — «бледность» его лица сравнивается с цветком лилии (символ смерти в западной культуре), «увядание», «иссыхание» — возможно, он уже мёртв, и историю рассказывает призрак рыцаря. Он явно обречён оставаться в «краю холмов», не может её покинуть, но причина этого неясна. Буквальное прочтение баллады подразумевает, что Прекрасная Дама похитила его, в этом сюжете видна параллель с легендами о Томасе Лермонте и Таме Лине.
Если вспомнить, что рыцари обыкновенно были связаны обетом целомудрия, то можно предположить, что рыцарь Китса оказался опорочен вдвойне, поддавшись чарам нечеловеческого существа, за что и несёт наказание. Комментаторы феминистского толка выдвигали предположения, что рыцарь просто изнасиловал девушку, и его за это покарал Бог. В качестве основного подтверждения такой точки зрения приводится[кем?] строка «she wept, and sigh’d full sore» (букв. «она рыдала, и вздохи были как раны»). Но всё же такая трактовка маловероятна, так как в тексте ясно сказано, что фея клялась рыцарю в любви и сама заманила его в грот. В таком случае фраза, «she wept, and sigh’d full sore», возможно, обозначает, что «дитя фей» расстаётся с девственностью. Или просто указывает на её сильное желание поскорее соединиться с рыцарем. В конечном счёте, смысл этого фрагмента зависит от того, что Китс вкладывал в текст своей баллады: была ли это простая лирическая история или автор подразумевал в ней мораль.

## Влияние в изобразительном искусстве
Загадочная фея La Belle Dame sans Merci стала популярной героиней работ прерафаэлитов. Её образ писали Фрэнк Дикси, Фрэнк Кэдоган Каупер, Джон Уильям Уотерхаус, Артур Хьюз, Уолтер Крейн, Генри Менелл Рим. В журнале «Панч» от 1 декабря 1920 года была опубликована карикатура на эту тему.

## Влияние в музыке
Широко известно переложение баллады на музыку, выполненное Чарльзом Вильерсом Стэнфордом. Исполнение этого романса требует высокого мастерства как от вокалиста, так и от пианиста-аккомпаниатора. Романс остаётся популярным по сей день и входит во многие антологии британской музыки в исполнении знаменитых музыкантов.
Патрик Хэдли также написал для тенора, вокального квартета (SATB) и оркестра.
Поэма Китса вдохновила одного из основателей прог-группы Genesis, клавишника Тони Бэнкса на создание песни The Lady Lies (1977).
Русский перевод баллады использован в вокальном цикле «Тихие песни» современного украинского композитора Валентина Сильвестрова.
Также известен романс Франтишка Ксаверия Огиньского, белорусско-польского композитора-любителя, сына известного композитора Михала Клеофаса Огиньского.
Также известна песня немецкой группы «Faun» Belle Dame Sans Merci — переложение соответствующего текста на немецкий.

## Переводы на русский язык
Известные русские переводы поэмы — В. Сирин (Набоков), Л. Андрусон (1911), Т. Спендиарова (1971), А. Покидов (1972) В. Рогов (1973), В. Левик (1974), А. Жовтис (1983).